# Wijken en buurten in Overbetuwe
De Nederlandse gemeente Overbetuwe is voor statistische doeleinden onderverdeeld in wijken en buurten. De gemeente is verdeeld in de volgende statistische wijken:
- Wijk 00 Elst (CBS-wijkcode:173400)
- Wijk 01 Driel (CBS-wijkcode:173401)
- Wijk 02 Zetten (CBS-wijkcode:173402)
- Wijk 03 Oosterhout (CBS-wijkcode:173403)
- Wijk 04 Hemmen (CBS-wijkcode:173404)

Een statistische wijk kan bestaan uit meerdere buurten. Onderstaande tabel geeft de buurtindeling met kentallen volgens het Centraal Bureau voor de Statistiek (2008):
| CBS-buurtcode | Buurtnaam                                               | Inwonertal | Opp. totaal (ha) | Opp. land (ha) | Ligging                |
| ------------- | ------------------------------------------------------- | ---------- | ---------------- | -------------- | ---------------------- |
| BU17340000    | Elst-Noordwest                                          | 3840       | 71               | 71             | Locatie in de gemeente |
| BU17340001    | Elst-Zuidwest                                           | 7590       | 170              | 165            | Locatie in de gemeente |
| BU17340002    | Elst-Noordoost                                          | 2320       | 66               | 66             | Locatie in de gemeente |
| BU17340003    | Elst-Zuidoost                                           | 1290       | 77               | 77             | Locatie in de gemeente |
| BU17340007    | Verspreide huizen Homoet                                | 30         | 25               | 24             | Locatie in de gemeente |
| BU17340008    | Verspreide huizen poldergebied ten oosten van spoorlijn | 3710       | 1112             | 1035           | Locatie in de gemeente |
| BU17340009    | Verspreide huizen poldergebied ten westen van spoorlijn | 990        | 1856             | 1847           | Locatie in de gemeente |
| BU17340100    | Driel                                                   | 2870       | 112              | 112            | Locatie in de gemeente |
| BU17340101    | Heteren                                                 | 4870       | 183              | 181            | Locatie in de gemeente |
| BU17340102    | Randwijk                                                | 990        | 64               | 64             | Locatie in de gemeente |
| BU17340104    | Verspreide huizen op de oeverwal Randwijk               | 250        | 820              | 766            | Locatie in de gemeente |
| BU17340105    | Verspreide huizen Lakemond en Indoornik                 | 80         | 305              | 299            | Locatie in de gemeente |
| BU17340106    | Verspreide huizen op de oeverwal Heteren                | 140        | 387              | 334            | Locatie in de gemeente |
| BU17340107    | Verspreide huizen polder Heteren                        | 290        | 633              | 620            | Locatie in de gemeente |
| BU17340108    | Verspreide huizen op de oeverwal Driel                  | 300        | 403              | 322            | Locatie in de gemeente |
| BU17340109    | Verspreide huizen poldergebied Driel                    | 90         | 391              | 390            | Locatie in de gemeente |
| BU17340200    | Zetten                                                  | 3040       | 134              | 133            | Locatie in de gemeente |
| BU17340201    | Zetten omgeving station                                 | 1960       | 60               | 60             | Locatie in de gemeente |
| BU17340202    | Andelst                                                 | 3080       | 124              | 124            | Locatie in de gemeente |
| BU17340203    | Valburg                                                 | 1560       | 120              | 120            | Locatie in de gemeente |
| BU17340204    | Herveld                                                 | 430        | 72               | 72             | Locatie in de gemeente |
| BU17340205    | Verspreide huizen Homoet (gedeeltelijk)                 | 60         | 28               | 28             | Locatie in de gemeente |
| BU17340206    | Verspreide huizen Zettense Veld                         | 50         | 305              | 285            | Locatie in de gemeente |
| BU17340207    | Verspreide huizen Andelst                               | 600        | 398              | 379            | Locatie in de gemeente |
| BU17340208    | Verspreide huizen Zetten                                | 240        | 541              | 536            | Locatie in de gemeente |
| BU17340209    | Verspreide huizen Valburg                               | 230        | 1165             | 1142           | Locatie in de gemeente |
| BU17340210    | Verspreide huizen Herveld                               | 300        | 458              | 404            | Locatie in de gemeente |
| BU17340300    | Oosterhout                                              | 2260       | 186              | 184            | Locatie in de gemeente |
| BU17340301    | Slijk-Ewijk                                             | 320        | 75               | 75             | Locatie in de gemeente |
| BU17340309    | Verspreide huizen Oosterhout                            | 250        | 930              | 784            | Locatie in de gemeente |
| BU17340400    | Hemmen                                                  | 120        | 33               | 32             | Locatie in de gemeente |
| BU17340409    | Verspreide huizen Hemmen                                | 70         | 211              | 211            | Locatie in de gemeente |